# Buttstädt
Buttstädt é uma cidade da Alemanha localizada no distrito de Sömmerda, estado da Turíngia. Os antigos municípios de Ellersleben, Eßleben-Teutleben, Großbrembach, Guthmannshausen, Hardisleben, Kleinbrembach, Mannstedt, Olbersleben e Rudersdorf foram incorporados em janeiro de 2019.
A cidade de Buttstädt é membro e sede do Verwaltungsgemeinschaft (plural: Verwaltungsgemeinschaften - português: corporações ou corpos administrativos centrais) de Buttstädt.